# Wiesenmühle (Niederlauer)
Wiesenmühle ist ein Gemeindeteil der Gemeinde Niederlauer im unterfränkischen Landkreis Rhön-Grabfeld in Bayern.
Die Einöde liegt direkt am Fluss Lauer. Die Nutzung in der Gegenwart ist Landwirtschaft zuzüglich einem Vertrieb.